# CT55
CT55 (англ. Cancer/testis antigen 55) – білок, який кодується однойменним геном, розташованим у людей на довгому плечі X-хромосоми. Довжина поліпептидного ланцюга білка становить 264 амінокислот, а молекулярна маса — 29 052.
| 10         |  | 20         |  | 30         |  | 40         |  | 50         |
| ---------- |  | ---------- |  | ---------- |  | ---------- |  | ---------- |
| MLRLLRLALA |  | FYGRTADPAE |  | RQGPQQQGLP |  | QGDTQLTTVQ |  | GVVTSFCGDY |
| GMIDESIYFS |  | SDVVTGNVPL |  | KVGQKVNVVV |  | EEDKPHYGLR |  | AIKVDVVPRH |
| LYGAGPSDSG |  | TRVLIGCVTS |  | INEDNIYISN |  | SIYFSIAIVS |  | EDFVPYKGDL |
| LEVEYSTEPG |  | ISNIKATSVK |  | PIRCIHTEEV |  | CITSVHGRNG |  | VIDYTIFFTL |
| DSVKLPDGYV |  | PQVDDIVNVV |  | MVESIQFCFI |  | WRAISITPVH |  | KSSSGFQDDG |
| GLGRPKRERR |  | SQSI       |  |            |  |            |  |            |

A: Аланін

C: Цистеїн

D: Аспарагінова кислота

E: Глутамінова кислота

F: Фенілаланін

G: Гліцин

H: Гістидин

I: Ізолейцин

K: Лізин

L: Лейцин

M: Метіонін

N: Аспарагін

P: Пролін

Q: Глутамін

R: Аргінін

S: Серин

T: Треонін

V: Валін

W: Триптофан

Задіяний у такому біологічному процесі, як альтернативний сплайсинг. 